# 제미니 2호
제미니 2호(영어: Gemini 2)는 미국의 유인 우주 비행 계획인 제미니 계획의 일환으로 발사된 우주선이다. 제미니 1호와 같이 제미니 우주선의 비행 시험 임무였기 때문에 무인으로 발사되었다.

## 개요
1964년 4월, 제미니 1호가 발사되었지만, 제미니 1호는 회수되지 않았고, 대기권 재돌입 시에 소멸되었다. 제미니 2호는 내열 실드의 시험이 목적이었으며, 탄도 비행을 행하고 대기권 재돌입 후 회수되었다. 무인 발사이며, 기내에는 측정 장치가 장착되었다.
발사 로켓인 타이탄 II GLV는, 1964년 여름에 케이프커내버럴 공군 기지에 도착해 있었지만, 허리케인 때문에 분해되어 격납고에 보관되고 있었다. 로켓의 최종 조립 개시는 1964년 9월 12일에 행해졌다. 1964년 11월까지 지상 시험을 실시하고, 1964년 11월 24일부터 연료를 충전해 발사에 대비했다. 발사 예정일은 1964년 12월 9일이었다. 유인 우주 비행의 훈련을 위해서 제미니 계획 최초의 유인 우주선인 제미니 3호에 탑승 예정이었던 우주비행사들도 우주복을 착용하고 순서에 따라 탑승 훈련을 행했다. 1964년 12월 9일, 발사가 개시되어 엔진이 점화되었다. 그러나 점화 1초 후에 기체의 이상 감지 시스템이 엔진 압력에 문제를 발견, 로켓 엔진을 정지시켰다. 이것에 의해 비행은 연기되었다.
제미니 2호의 재발사는 1965년 1월 19일 14:03:59 UTC에 케이프커내버럴 공군 기지 LC-19 발사대에서 발사되어 발사에 성공했다. 그러나 발사 직후에 관제 센터가 정전이 되어 우주선의 추적·관제는 해상 추적선이 행했다. 제미니 2호는 최고 고도 171.2 km 의 탄도 비행을 실시하고, 자동 조종에 의해 발사 6분 54초 후에 역분사를 실시, 대기권 재돌입을 개시해 발사 지점에서 3,422.4 km 떨어진 대서양 해상에 착수했다. 예정 착수 지점에서 26 km 의 오차였다. 제미니 2호는 미국 해군의 항공모함 USS 레이크 챔플레인 호에 의해 회수되었다. 비행 시간은 18분 16초였다. 연료 전지나 냉각 장치 등이 개량해야 할 것으로서 판명되었지만, 역분사 장치나 내열 실드의 성능은 확인되었다. 미국 국방부는 제미니 2호를 지원하기 위해 인원 6,562명과 항공기 67기, 함정 16척을 투입하였다.
제미니 2호에 사용된 우주선은 재정비 후 1966년 11월 3일에 미국 공군의 유인 궤도 실험실 계획에서 무인기로 발사되어 재회수되었다. 현재는 케이프커내버럴 공군 기지에 있는 공군 우주·미사일 박물관에 전시되고 있다.

## 같이 보기
- 타이탄 로켓